# Trochodendron araliowaty
Trochodendron araliowaty (Trochodendron aralioides Siebold & Zucc.) – gatunek z monotypowego rodzaju trochodendron z rodziny trochodendronowatych. Występuje na Wyspach Japońskich od północnej części Honsiu na południe, poprzez wyspy Riukiu, po północny Tajwan. Poza tym rośnie na wyspie Czedżu i Półwyspie Koreańskim. Jest to drzewo rosnące w lasach deszczowych do rzędnej 3000 m n.p.m. Na wyspie Yaku-shima gatunek ten rejestrowany jest także jako epifit rosnący na okazałych okazach kryptomerii japońskiej. Rośliny tego gatunku są owadopylne – zapylacze wabieni są silnie pachnącymi kwiatami i jaskrawo zabarwionymi pręcikami. Kwitną wiosną.
Trochodendron uprawiany jest jako roślina ozdobna. Lokalnie jego kora używana jest jako pułapka do chwytania ptaków.

## Morfologia
PokrójDrzewa osiągające do 25 m wysokości, w uprawie zwykle mające postać gęstych krzewów. Drewno pozbawione jest naczyń. Kora na pniach jest gładka, szara i pachnąca. Pędy są zielone, zakończone są okazałym, zaostrzonym pąkiem.
LiścieSkrętoległe, ale skupione na szczytach pędów, zimozielone. Blaszka osadzona na ogonkach do 10 cm długości, sama osiąga do 12 cm długości. Jest skórzasta, naga i błyszcząca, jajowata do eliptycznej, w górnej części na brzegu z płytkimi, odległymi i zaokrąglonymi ząbkami.
KwiatyDrobne, skupione w luźne kwiatostany groniaste długości ok. 8 cm, w których długoszypułkowe kwiaty wsparte są 2–5 przysadkami. Kwiaty mają szerokie dno kwiatowe i pozbawione są okwiatu. Pręciki w liczbie 40–70 tworzą 3–4 okółki wokół 6–8 owocolistków częściowo zrośniętych bocznie w jeden okółek.
OwoceBocznie połączone mieszki (mieszek złożony), otwierające się do wewnątrz pęknięciami.

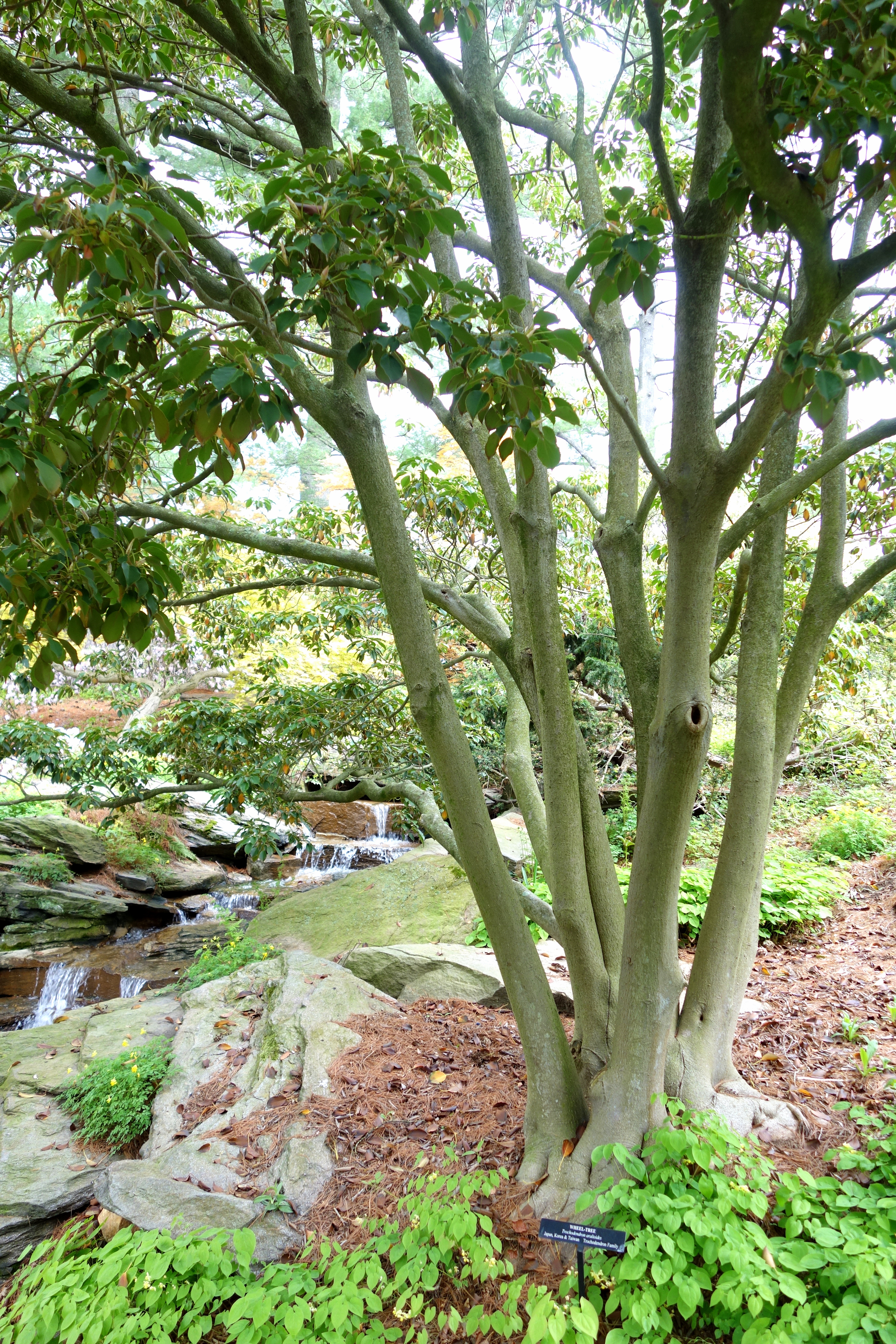
Pokrój
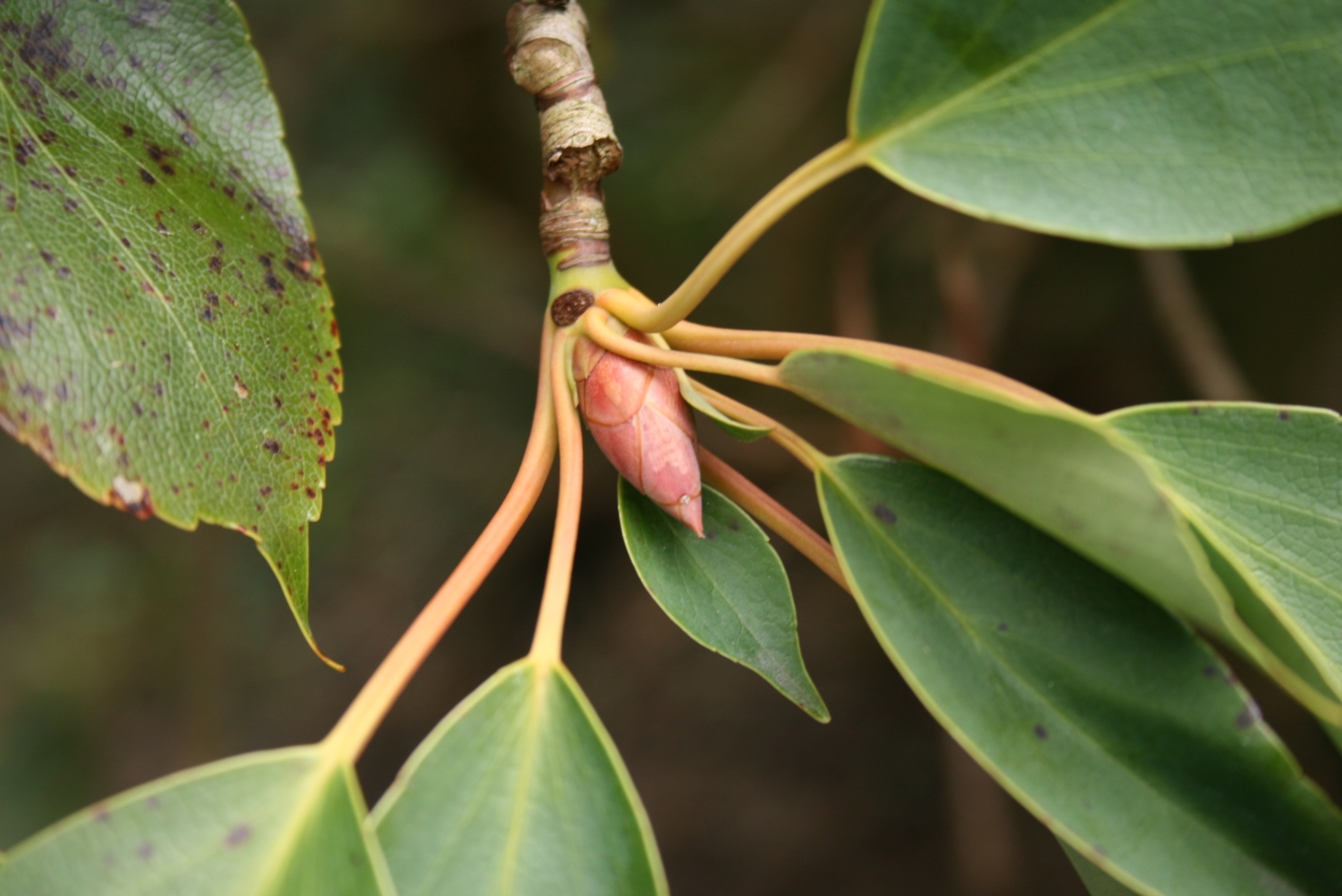
Pąk
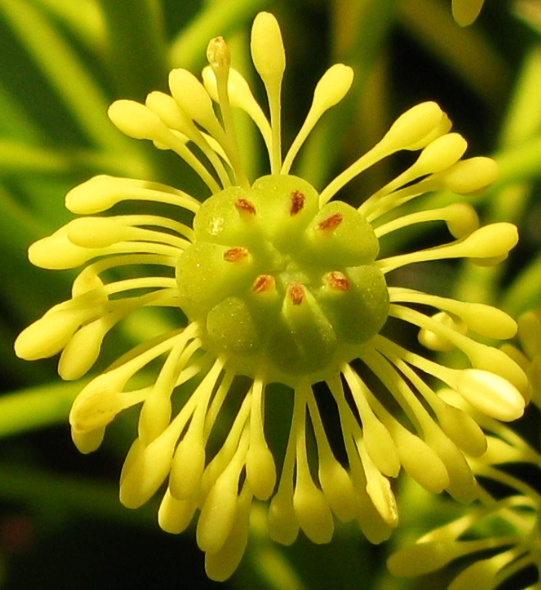
Kwiat
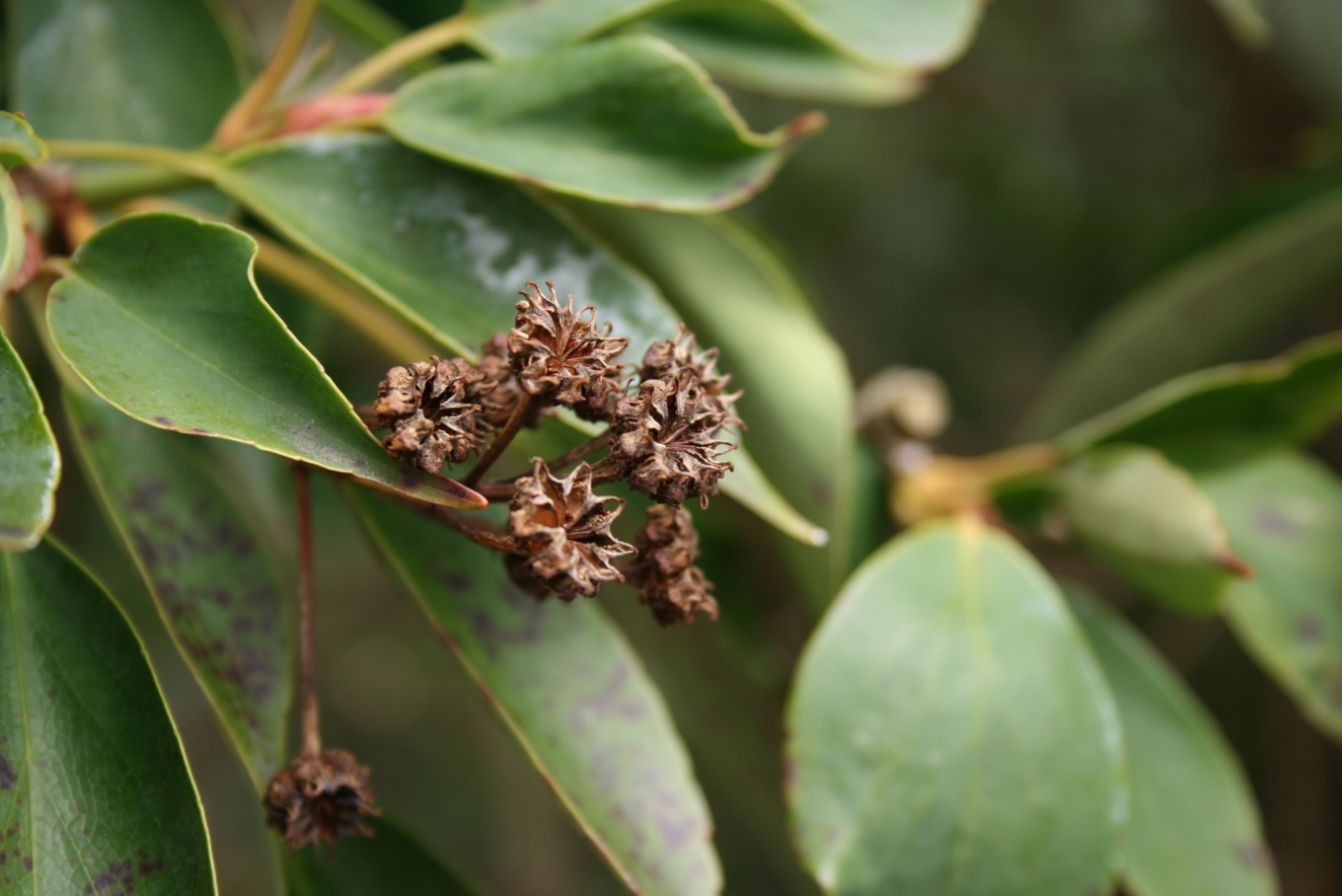
Owoce

## Systematyka
Gatunek reprezentuje monotypowy rodzaj trochodendron Trochodendron Siebold et Zuccarini, Fl. Jap. 1: 83. Feb-Mar 1839. Należy do rodziny trochodendronowatych z rzędu trochodendronowców. Jest taksonem siostrzanym także monotypowego rodzaju tetracentron Tetracentron.